# Archeometalurgie
Archeometalurgie nebo paleometalurgie je podobor archeologie zabývající se výrobou kovů v minulosti. Může být také chápána jako samostatná disciplína.

## Předmět výzkumu
Archeometalurgie zkoumá zpracování kovů a technologické postupy. Dále se věnuje otázkám souvisejícím se společenskými a kulturními aspekty života v minulosti. Klasickými tématy se tak například stávají hledání data počátku zavedení určité výrobní technologie v dané oblasti či srovnávání historického popisu hutnické práce s archeologickými daty jako jsou například výsledky analýzy strusky. V dnešní době se archeometalurgie zabývá výrobou nejen drahých kovů, ale zpracováním železné rudy a výrobou železa.

## Bronz
Prvním používaným kovem se stala měď, která měla zásadní význam pro další vývoj kovové civilizace. První nálezy měděných předmětů na území České republiky jsou známy z konce neolitu. Až v počátcích doby bronzové se přišlo na to, že negativní vlastnosti mědi lze odstranit jejím míšením s cínem. Tím vznikla slitina bronz. Tato slitina v sobě spojila lepší vlastnosti obou složek, kujnost mědi a tvrdost a nízký bod tání cínu. Postupně začala tato slitina v některých oblastech nahrazovat používání předcházejících tradičních surovin- kamene, kosti a parohu. Zpracování bronzu probíhalo přímo na sídlištích. Svědčí o tom zbytky slévačských pecí, kadluby, dyzny, tyglíky a další předměty nalezené při výzkumu sídlišť z doby bronzové.

## Kovolitectví

### Odlévání do otevřených forem jednodílných
V kadlubu byla propracována pouze jedna strana odlévaného předmětu, druhá, většinou plochá, se po ztuhnutí suroviny dodatečně opracovala broušením nebo tepáním. Tímto způsobem se zhotovovaly některé druhy dýk, sekerek a hlavně srpy.

### Odlévání v kadlubech dvoudílných nebo i vícedílných
Kadlub byl před odléváním vymazán tukem nebo posypán mastným práškem. Na kadlubu musí být ponechán nalévací otvor (nalévání roztavené suroviny). Často se na nich setkáme s nějakými zářezy, které označují místo, kde se oba díly mají na sebe přiložit, aby výsledný předmět byl symetrický. V jiných případech jsou na jednom dílu výčnělky a na druhém důlky. Někdy se v předmětech objeví i kanálky, které umožňují vytlačení vzduchu z méně přístupných míst.

### Odlévání do ztracené formy
Nejprve se z vosku vymodeloval žádaný předmět. Ten se potáhl jemnou vrstvičkou hlíny, aby se v ní dobře otiskla všechna výzdoba. Potom byl tento předmět obalen silnější vrstvou písčité hlíny, případně hlíny prostoupené organickými látkami. Forma se potom obvykle vypálila, přičemž vosk se roztavil a vytekl, takže mohl být znovu použit. Do takto připravené formy se nalije roztavená surovina a po jejím ochlazení byl kadlub rozbit.

### Odlévání dutých předmětů
Nejprve se z hlíny muselo vymodelovat jádro předmětu, to znamená budoucí dutina. Ta byla potažena vrstvou vosku v síle budoucího předmět, a to vše opatřeno hliněným obalem podobně jako při odlévání do ztracené formy. Hliněné jádro i s voskovou vrstvou bylo na několika místech protknuto bronzovými tyčinkou, která musela končit až v hliněném plášti. Tím se dosáhlo správné polohy budoucí dutiny v rámci předmětu. Při nalévání roztavené suroviny se vosková vrstva rozpustí a vyteče ven. Bronzové tyčinky se roztaví a splynou s roztavenou surovinou.

## Nástroje kovářů
K nejdůležitějším potřebám patří nákončí kovářských měchů (dyzny), odlévací formy (kadluby), tyglíky, lžičky. K základním nástrojům na opracování povrchu odlitých předmětů se používají kladiva, dlátka, brousky, pilníky, kovadlinky, rydla, razidla a četné další nástroje ke zdobení povrchu.

## Výroba železa
Metalurgové (též archeometalurgové, archeologové, historici, učitelé atp.) definují dvě metody výroby železa: přímou a nepřímou. Přímá metoda se vztahuje k tomu, že železo absorbuje uhlík a roztaví se. Nepřímá metoda poukazuje na prvotní výtěžek litiny a následně – zkujňování.